# Masurenlied
Masurenlied (pol. Hymn mazurski, Pieśń mazurska, maz. Psieszniá Mazurów), znany również pod tytułami Wild flutet der See (pol. Wśród modrych fal, maz. Wszród modréch fal), Dziko szumi jezioro oraz Pieśń mazurskiego wędrowca – niemiecka pieśń hymniczna skomponowana w 1855 roku i napisana w 1857 roku przez Friedricha Dewischeita. Stanowi regionalny hymn Mazur. 
W czasach międzywojennych Wiktor Szeler, polski ewangelik z Warszawy oraz członek Komitetu Mazurskiego, stworzył polskojęzyczną adaptację tekstu hymnu. Melodia jest inspirowana pierwowzorem, choć znacznie odbiega od jej wersji oryginalnej. Tekst z nutami został opublikowany w 1923 roku w Gazecie Mazurskiej przez Karola Małłka i czasami niesłusznie przypisuje się mu autorstwo polskiej wersji.
W 2016 roku Piotr Szatkowski, mazurski regionalista, podjął się stworzenia zmazurzonej wersji polskiego tłumaczenia hymnu.

## Autor tekstu
Friedrich Dewischeit był przedstawicielem romantyzmu: muzykiem i poetą. W 1830 roku wraz z innymi studentami, powołał Corps Masovia – mazurską organizację studencką na Uniwersytecie w Królewcu. Był kompozytorem pięciu mazurskich pieśni. Najbardziej popularną z nich jest Dziko szumi jezioro (znana pierwotnie jako Pieśń mazurskiego wędrowca), która z czasem stała się hymnem Mazur.
W 1915 roku w Giżycku został ufundowany jego pomnik przez tamtejszych rybaków. Rybacy wracając z łowisk trawersując pomnik śpiewali pieśń Dziko szumi jezioro.

## Tekst hymnu[3]
Masurenlied (Wild flutet der See)
Friedrich Dewischeit (1857)
Wild flutet der See,

Drauf schaukelt den Fischer der schwankende Kahn.

Schaum wälzt er wie Schnee

Von grausiger Mitte zum Ufer hinan.

Wild fluten die Wogen auf Vaterlands Seen, wie schön!

Oh tragt mich auf Spiegeln zu Hügeln, Masovias Seen!

Ref. (x2)

Masovialand, mein Heimatland,

Masovia lebe, mein Vaterland!

Wild brauset der Hain,

Dort spähet der Schütze des Wildes Spur.

Kühn dringt er hinein,

Durchwandelt die Wälder, die Felder, die Flur.

Ihr schwebenden Wolken gedenket doch mein am Hain,

Oh führt mich auf Flügeln des Windes zur Heimat ein.

Ref. (x2)

Der Jugend Hain, der Seen Strand,

Masovia lebe, mein Vaterland!

Tal, Hügel und Hain,

Dort wehen die Lüfte so frei und so kühn.

Möcht’ immer da sein,

Wo Söhne dem Vaterland kräftig erblüh’n.

Da ziehen die Wolken durch Nebel grau, oh schau!

Dort lächelt auf Seen und Höhen des Himmels Blau.

Ref. (x2)

Oh Heimatland, Masovias Strand,

Masovia lebe, mein Vaterland!
Pieśń Mazurska (Wśród modrych fal)
Wiktor Szeler (1923)
Wśród modrych fal

Bata rybacka w jeziora mknie dal

I pruje wody czystą toń,

Mazurska krzepka męska dłoń.

Gdy jednak burzy rozhuczy się grzmot.

Swój lot przyśpiesza bata, szybując jak grot,

Przez rozszalałych fali splot.

Ref. (x2)

Ojczyzna to nasza, te wody, ten las,

Niech żyją Mazury, ten kraj pełen kras!

Zaszumiał bór…

Wznoszą ptaszyny poranny swój chór;

Myśliwy się skrada przez łąki i gaj,

Bo nasze Mazury dla strzelca to raj.

A gdy ku niebu podniesiesz swój wzrok

Co krok obłoków się kształty zmieniają raz wraz,

Ref. (x2)

Ojczyzna to nasza, te wody i las.

Niech żyją Mazury, ten kraj pełen kras!

Przez wody i ląd,

Wiatrów szeroki i rzeźwy dmie prąd.

Tu w tej drogiej ojczyźnie na zawsze chcę być,

Tu chcę umierać i tutaj chcę żyć,

Tu chcę umierać i tutaj chcę żyć,

Tu kędy żyje dzielny nas lud

Wśród cnót

I słońce oświeca nasz zbożny trud:

Ref. (x2)

Ojczyzna to nasza, te wody i las,

Niech żyją Mazury, ten kraj pełen kras.
Psieszniá Mazurów (Wszród modréch fal)
Piotr Szatkowski (2016)
Wszród modréch fal

Báta ribacká w jieżiora mknie dal

Ji pruje wodi cÿstó tóń,

Mazurská krżepká chłopská dłóń.

Kiej naków burżi rozhucÿ szie grżniot.

Swój lot prżispsiesá báta ji furá jek grot,

Bez rozsalałéch falów splot.

Ref. (x2)

Ôjcÿzna to nasá, te wodi, tén las,

Niech zÿjó Mazuri tén kraj pełén kras!

Zasuniáł bór…

Wznosó ptasÿnÿ zrénkowi swój chór;

Ajw jégier szie skradá bez bziéle ji gaj,

Bo nase Mazuri prżed jégra to raj.

A kiéj do nieba podnieszies swój wzrok

Co krok ôbłoków szie kstałti andrujó ráz wráz,

Ref. (x2)

Ôjcÿzna to nasá, te wodi, tén las.

Niech zÿjó Mazuri, tén kraj pełén kras!

Bez wodi ji lónd,

Zietrżów séroki ji fatki dmie prónd.

Ajw w ti drogi ôjcÿżnie na zawdi chce bicz,

Ajw chce já zémrżécz i ajwoj chce zÿcz,

Ajw chce já zémrżécz i ajwoj chce zÿcz,

Ajw, kéndi zÿje dżielnÿ nas lud

Wszród cnót

Ji słóńce ôszwecá nas zboznÿ trud:

Ref. (x2)

Ôjcÿzna to nasá, te wodi ji las,

Niech zÿjó Mazuri, tén kraj pełén kras!